# Elymus (Kentaur)

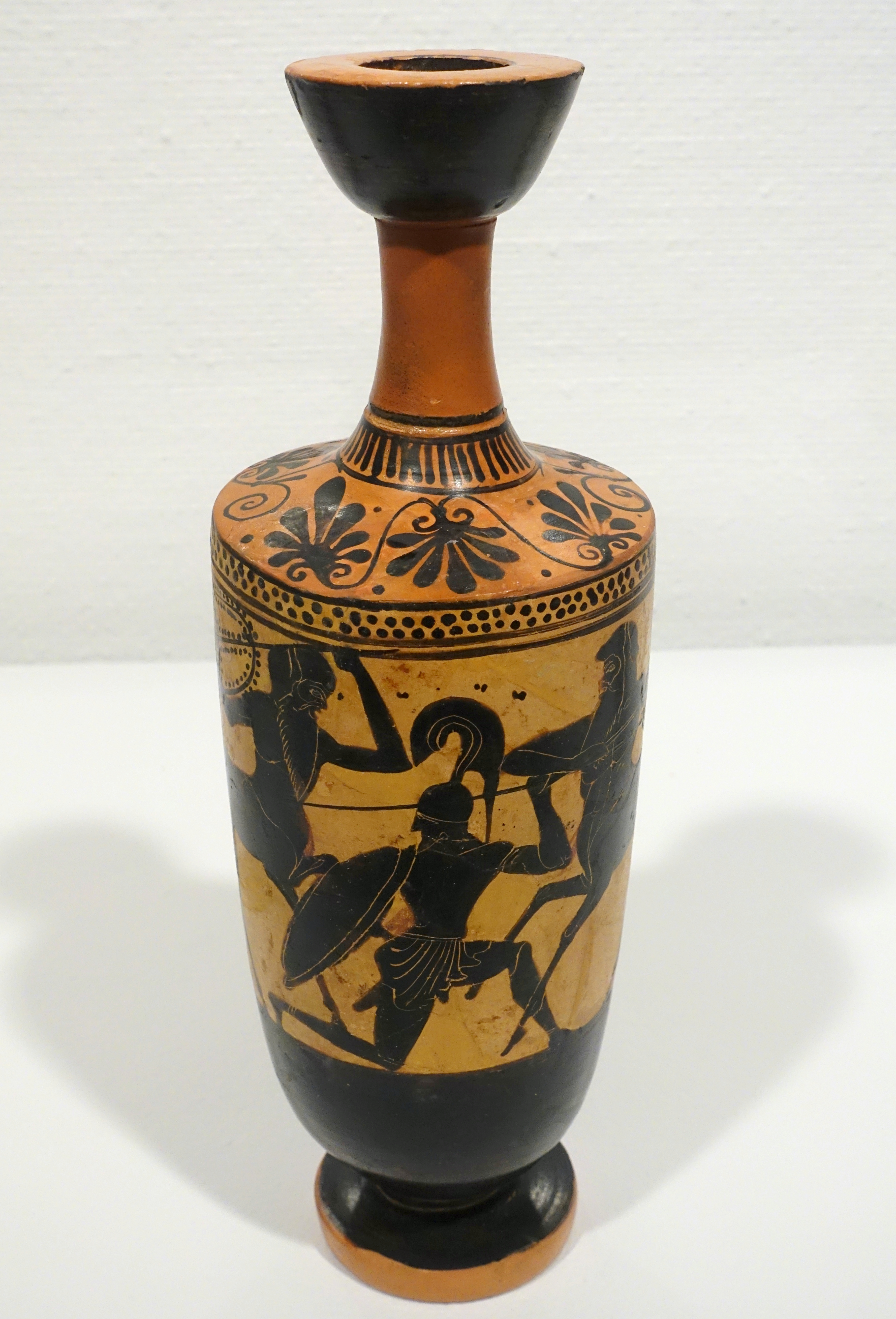
Lekythos, 5. Jh. v. Chr.: Zwei Kentauren attackieren Kaeneus.

Elymus ist ein Kentaur, der in der Kentauromachie auf der Hochzeit des Peirithoos vom Lapithen Kaineus getötet wird. Einzige Quelle ist das 12. Buch der ovidschen Metamorphosen.

## Name
Er kommt von dem griechischen Ἔλυμος, Élymos; das lateinische und deutsche Élymus hat die Betonung ebenfalls auf der ersten Silbe, da das υ/y in der zweiten Silbe kurz ist (Paenultimagesetz).
Varianten des Namens kreisen alle um die Wurzel el „mit den drei Modificationen winden wälzen mahlen“: Elymus, Elymos, Elimus, Helimus, Helinus, Helynus, Helinos.
Der Name gehört zu den alten naturnahen Kentaurennamen, wohnen sie doch gewöhnlich in Waldgebirgen und an bestimmten Örtlichkeiten: „Außer Pelion und Pholoë werden in den Kentaurensagen ausdrücklich genannt der Pindos (Gebirgszug in Epirus) und das Gebiet der Aethiker (epirotischer Stamm).“
Nach Roscher bezieht sich „Éλυμος ... auf die in der Nähe des Gebietes der Aethiker zum Pindos gelegene Landschaft Ἐλψία, Elpsía deren Eponymos nach Stephanos Byzantios (unter dem Stichwort) Ἐλψία, Elpsía Ἔλυμος, Élymos hieß.“ Bei Elymus schwingt also mit, er ist ein typischer Bergkentaur in den wilden Wäldern, am Rande des griechischen Kulturraums.

## Mythos
Elymus gehört zu einer Fünfergruppe, die allesamt von Kaineus im Kampf getötet werden:
Quínque necí Caeneús dederát Styphelúmque Bromúmque

Ántimachúmqu(e) Elymúmque secúriferúmque Pyrácmon;

vúlnera nón meminí, numerúm noménque notávi.
Eigenübersetzung in Prosa:

Caeneus hatte fünf (Kentauren) dem Tod übergeben, Styphelos und Bromus / und Antimachos und Elymus und den die Axt tragenden Pyrakmos. / An die Wunden erinnere ich mich nicht, Zahl und Namen (der Kentauren) habe ich behalten.
Übersetzung Suchier im Versmaß:

Caéneus séndete fǘnf in den Tód, Antímachos, Brómos,
 
Stýphelos, Élymus aúch und den Streítaxtträ́ger Pyrákmos,

wíe, das íst mir entfállen; die Záhl und die Námen behíelt ich.
Da die Kentauren eng verbunden, in einem Schwung aufgezählt werden und zu Tode kommen, müssen sie auch zusammen betrachtet werden. Elymus ist das dritte Glied der Kentaurengruppe. Immerhin hebt er sich mit seinem Namen aus der Herde, der Masse, heraus, in der Fünfergruppe bleibt er aber ohne eigenes Profil ein Dutzend-Kentaur unter vielen.
Zum mythologischen Zusammenhang und zur literarischen Gestaltung der drei Verse siehe den Artikel Antimachos.

## Quelle
- Ovid: Metamorphosen 12, 459–461, Wikisource.